# باول بوك
باول بوك هو سياسي ألماني، ولد في 29 يوليو 1890 في لوبيك في ألمانيا، وتوفي بنفس المكان في 23 مارس 1968. نشط حزبياً في الاتحاد الديمقراطي المسيحي. وقد انتخب عضو في البوندستاغ الألماني خلال فترته النيابية ‏ (6 أكتوبر 1953 – 6 أكتوبر 1957).